# Zamek w Lubsku
Zamek w Lubsku – wybudowany w 1570 roku w Lubsku.

## Położenie
Zamek położony jest w Lubsku – mieście w woj. lubuskim, w powiecie żarskim, siedzibie gminy miejsko-wiejskiej Lubsko.

## Opis
Zamek przebudowywany w  XVIII wieku, XIX wieku, obecnie mieści Dom Pomocy Społecznej.